# Fengsu tongji
Fengsu tongji (kitajsko 風俗通義, dobesedno Celovit pomen običajev in navad), znan tudi kot Fengsu tong (风俗通), je knjiga, ki jo je okoli leta 195 napisal Jing Šao v kasnem obdobju Vzhodnega Hana. Rokopis je podoben almanahu, ki opisuje različne nenavadne in eksotične zadeve, zanimive za literate tistega obdobja, kot so kulturne prakse, mistična prepričanja in glasbila. 

## Poglavja
Rokopis je imel trideset poglavij, vendar se jih je ohranilo samo deset. Ta poglavja je na novo sestavil znanstvenik Su Song iz Severnega Songa iz del Ju Džongronga (庾仲容) in Ma Dzonga (馬總). Nekateri fragmenti izgubljenih poglavij obstajajo kot citati v drugih kitajskih besedilih. 
- 皇霸 Huangu
- 正失 Dženši
- 愆禮 Janli
- 過譽 Guoju
- 十反 Šifan
- 聲音 Šengjin
- 窮通 Čjongtong
- 祀典 Sidian
- 怪神 Guaišen
- 山澤 Šandze

Naslovi dvajsetih izgubljenih poglavij so: Šindženg 心政, Gudži 古制, Jindžjao 陰教, Bianhuo 辨惕, Šidang 瞍當, Šudu 恕度, Džjahao 嘉號, Džengčeng 徽稱, Čingju 情遇, Šingši 姓氏, Huipian 諱篇, Šidži 釋忌, Džiši 輯事, Fujao 服妖, Sangdži 喪祭, Gongši 宮室, Šidžing 市井, Šudži 數紀, Šinčin 新秦 in Jufa 獄法. 

## Sklic
1. ↑  David Knechtges; Taiping Chang, ur. (20. oktober 2014). Ancient and Early Medieval Chinese Literature (vol.3 & 4): A Reference Guide, Part Three & Four. Brill. str. 1937. ISBN 9789004271852.